# Rompecabezas topológico

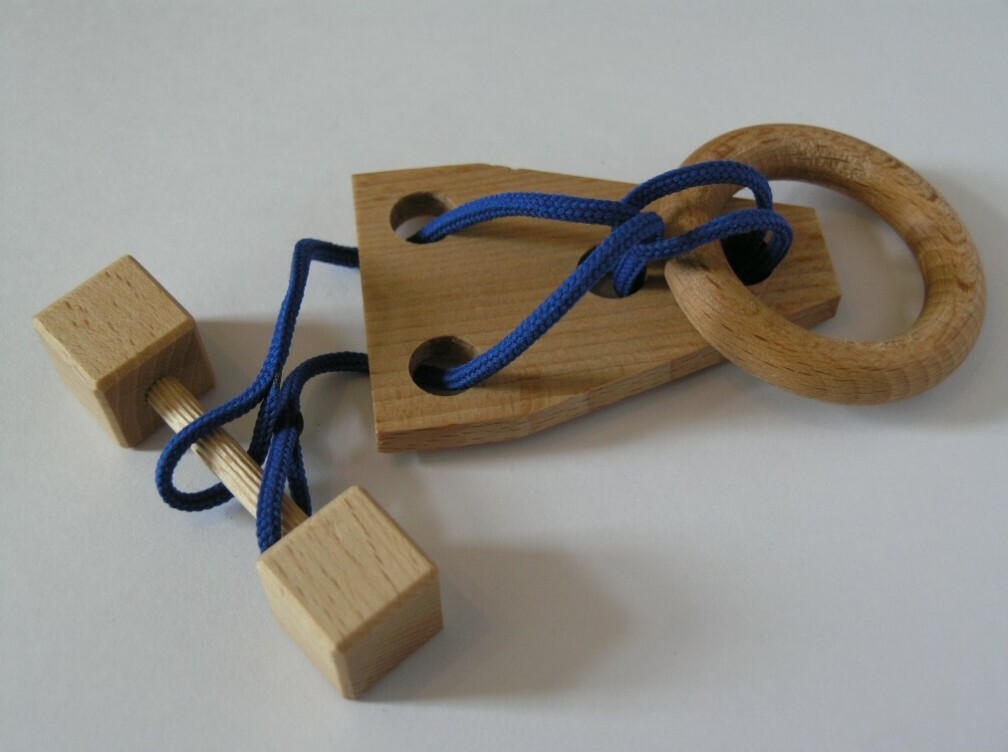
Un rompecabezas de desenredo

Los rompecabezas topológicos (también llamados rompecabezas de enmarañamiento o rompecabezas de enredo) son un tipo o grupo de rompecabezas mecánicos que implican desenmarañar una pieza o conjunto de piezas de otra pieza o conjunto de piezas. En esta categoría se incluyen varios subtipos, cuyos nombres a veces se utilizan como sinónimos para el grupo: rompecabezas de alambre; rompecabezas de uñas; rompecabezas de anillos y cuerdas; et al.  Aunque el objetivo inicial es desenredarlo, el problema inverso de volver a armar el rompecabezas puede ser tan difícil como, o incluso más difícil, que desenredarlo. Hay varios tipos diferentes de rompecabezas de desenredo, aunque un solo rompecabezas puede incorporar varias de estas características.

## Rompecabezas de hilos y cuerdas

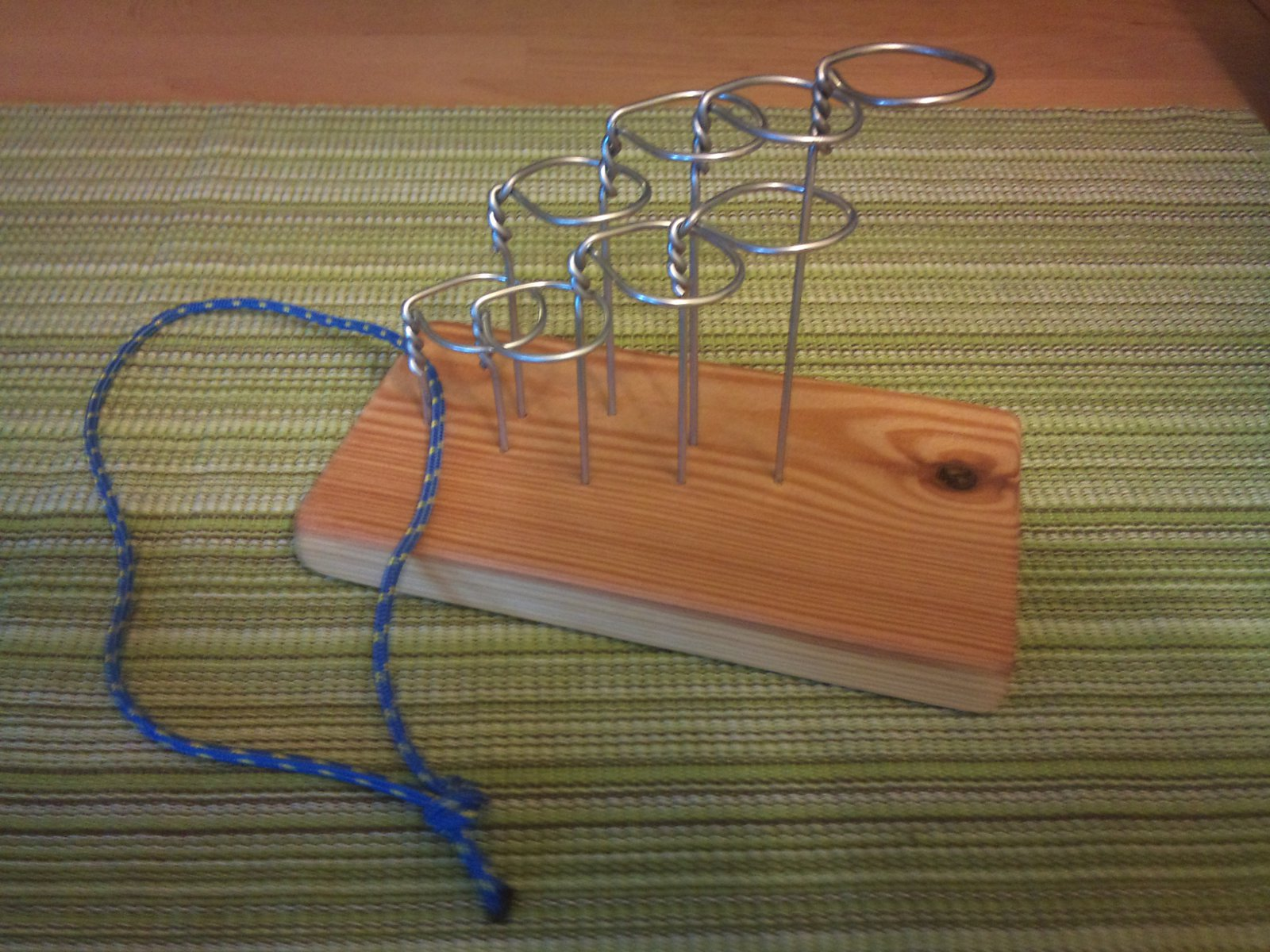
Un complejo rompecabezas de Baguenaudier. El objetivo es liberar la cuerda.

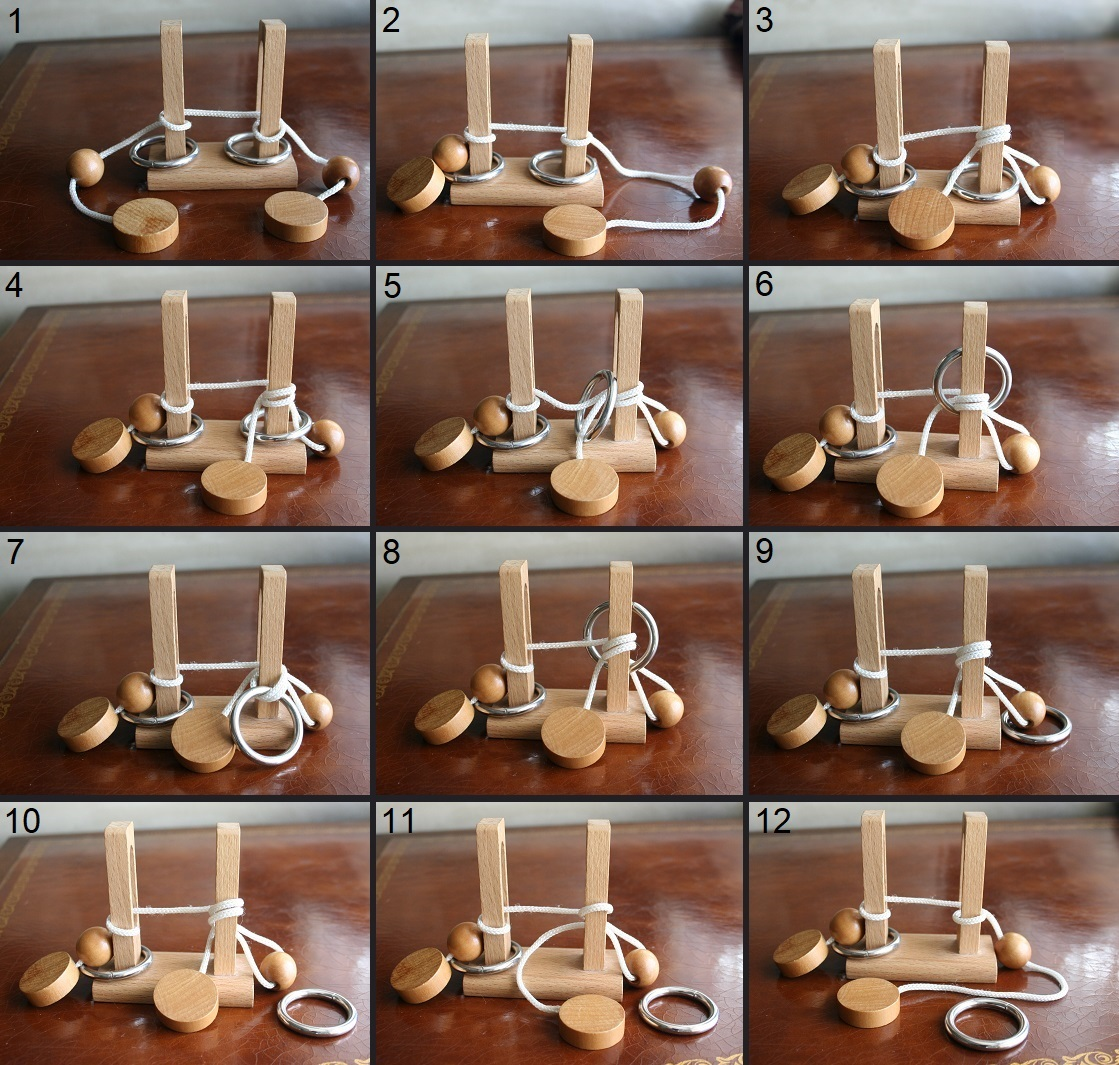
El "Mini rompecabezas de puente de cuerda". El objetivo es quitar los dos anillos (solución mostrada).

Los rompecabezas de hilos y cuerdas suelen constar de:
- un trozo de cuerda, cinta o similar, que puede formar un bucle cerrado o que puede tener otros trozos como bolas fijadas en su extremo.
- uno o varios trozos de alambre rígido
- a veces piezas adicionales como una bola de madera a través de la cual se enhebra la cuerda.

Se pueden distinguir tres subgrupos de rompecabezas de hilos y cuerdas:
- Subgrupo de cuerda cerrada: Las piezas de cuerda constan de un bucle cerrado, como en el rompecabezas de Baguenaudier. Por lo general, la cuerda debe desenredarse del cable.
- Subgrupo de cuerdas sueltas sin cerrar: las piezas de cuerda no están cerradas y no están unidas al cable. En este caso, los extremos de la cuerda están equipados con una bola, cubo o similar que evita que la cuerda se salga con demasiada facilidad. Por lo general, la cuerda debe desenredarse del cable. A veces, otras tareas deben completarse en su lugar, como mover un anillo o una bola de un extremo de la cuerda a otro extremo.
- Subgrupo de cuerdas fijas sin cerrar: las piezas de cuerda no están cerradas, pero están en algún lugar de su longitud unidas al cable. En estos rompecabezas, la cuerda no debe desenredarse del alambre. Una posible tarea puede ser mover un anillo o una bola de un extremo de la cuerda a otro.

Un rompecabezas particularmente difícil fue diseñado por R. Boomhower en 1966 y ha sido modificado en diferentes diseños (pero topológicamente similares). Las diferentes versiones incluyen un diseño en forma de paleta, una viga vertical sobre un soporte de madera y dos vigas verticales sobre un soporte de madera. Las variaciones también hacen que la cuerda pase por la ranura una o dos veces. Los nombres incluyen el rompecabezas Boomhower, el rompecabezas de la barra en T, el rompecabezas de Wit's End y el rompecabezas de Mini Rope Bridge. Algunas fuentes identifican un rompecabezas topológicamente equivalente llamado Mystery Key emitido por la compañía Peter Pan en la década de 1950.

## Rompecabezas de alambre

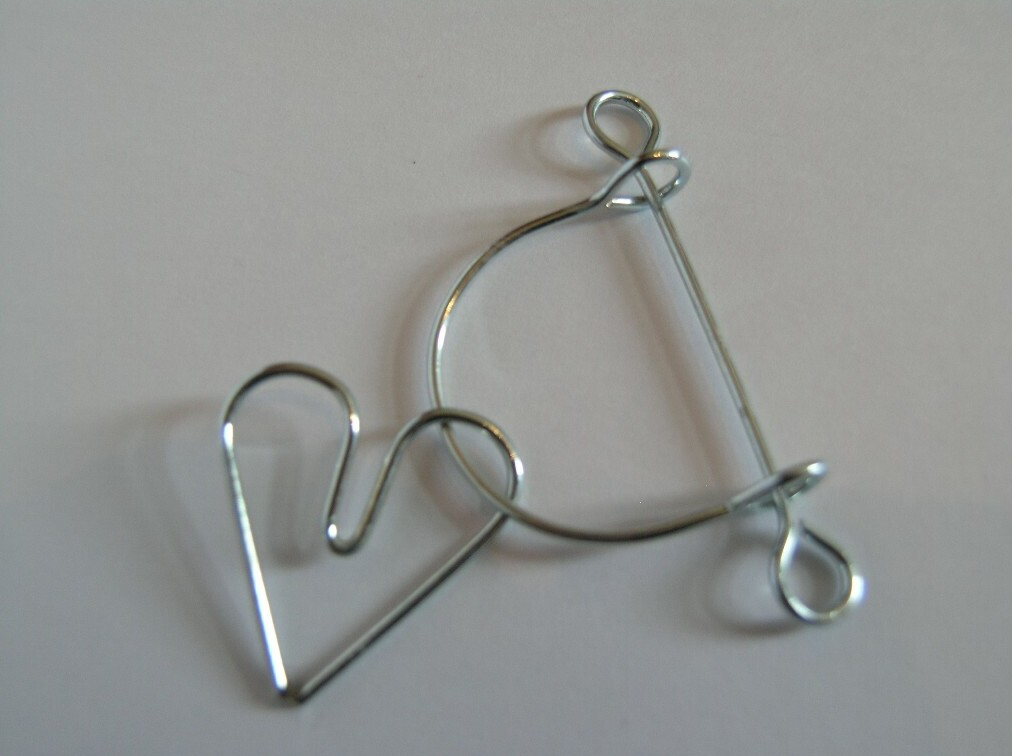
Un rompecabezas de alambre

Los rompecabezas de alambre o rompecabezas de clavos consisten en dos o más piezas enredadas de alambre más o menos rígido, varillas de metal o clavos doblados. Las piezas pueden ser o no bucles cerrados. Las piezas cerradas pueden ser anillos simples o tener formas más complejas. Normalmente, el rompecabezas debe resolverse desenredando las dos piezas sin doblar ni cortar los cables.
Los primeros rompecabezas de alambre se hacían con clavos de carpintero doblados, herraduras o material similar.

## Rompecabezas de placas y anillos
Un rompecabezas de placa y anillo generalmente consta de tres piezas:
- una placa o similar que muestre muchos agujeros y / o hendiduras
- un anillo cerrado o casi cerrado o un artículo similar.

Tanto la placa como el anillo suelen estar hechos de metal. El anillo debe desenredarse de la placa.

## Rompecabezas sin solución
Se han creado algunos acertijos que pueden parecer engañosamente simples, pero en realidad son imposibles de resolver. Uno de esos rompecabezas es el "Notorious Figure Eight Puzzle" (también llamado "Puzzle Figure Eight, o "Posiblemente imposible"). A veces se vende con instrucciones que dan pistas sobre su nivel de dificultad, y se proporciona una "solución" vaga e imposible de seguir, pero el acertijo es realmente imposible de resolver.

## Modelado matemático
La mayoría de los solucionadores de acertijos tratan de resolverlos mediante manipulación mecánica, pero algunas ramas de las matemáticas se pueden utilizar para crear un modelo de rompecabezas de desenredo. Aplicar un espacio de configuración con un marco topológico es un método analítico para conocer las propiedades y la solución de algunos acertijos de desenmarañamiento. Sin embargo, algunos matemáticos han afirmado que capturar los aspectos importantes de muchos de estos acertijos a menudo puede ser difícil, y no existe un algoritmo universal que proporcione la solución general a tales acertijos.